# Alaszka zászlaja
Alaszka zászlaja kék alapú, rajta arany csillagokkal, amelyek a Göncölszekeret és a Sarkcsillagot jelképezik. Egy 1927-ben meghirdetett pályázatra készítette egy 13 éves fiú, Benny Benson. Ugyanebben az évben vált Alaszka terület (territory) hivatalos jelképévé, amelyet 1959 után, az Amerikai Egyesült Államok tagállamává válását követően is megtartott.

## Szimbolizmusa
Az állam törvényhozása a következőket rögzítette a zászló és elemeinek jelentéséről (AS 44.09.020): A háttér – amelynek színe megegyezik az Amerikai Egyesült Államok címerében látható kék színnel – az esti ég, a tenger és a hegyvidéki tavak kékségét, valamint az állam vadvirágait idézi – különösen az állam hivatalos virágát, a havasi nefelejcset (AS 44.09.050) –, a csillagok aranya pedig a föld mélyén és a folyókban rejlő gazdagságra utal. A Göncölszekér az északi égbolt legfelismerhetőbb csillagalakzata, segítségével található meg a Sarkcsillag, amely biztos tájékozódási pontként szolgál „a tengerész, a felfedező, a vadász, a prémvadász, az aranyásó, a favágó és a földmérő” számára, és amely a „legészakibb” csillagként Alaszkát, a legészakibb államot jelképezi.

## Használata
A törvény szerint (AS 44.09.030) az Amerikai Egyesült Államok és Alaszka zászlóját fel kell vonni az állami kormányzat irányítása alatt lévő intézmények fő adminisztrációs épületein vagy a mellettük lévő zászlórúdon minden nap, valamint az iskolák épületein vagy a mellettük lévő zászlórúdon minden tanítási napon. A zászló napkeltétől napnyugtáig, vagy az illetékes hatóság által meghatározott órákban loboghat, rossz időjárási körülmények esetén korábban is bevonható, illetve felvonásától el lehet tekinteni. Különleges események idején napnyugta után is felvonva maradhat.
Vízszintes megjelenítése esetén a Sarkcsillag a jobb felső sarokban, függőleges megjelenítése esetén a jobb alsó sarokban helyezkedik el.

## Tervezője
Alaszka zászlaja egy 1927-ben az Amerikai Légió (American Legion) nevű, veteránokat segítő szervezet 7-12. osztályos tanulók részére kiírt pályázatának győztese, amelyet 142 pályaműből választottak ki. Tervezője a 13 éves John Bell (Benny) Benson aleut (unangan)–orosz és svéd szülőktől származó fiú volt, aki az Alaszkai-félszigeten lévő Chignik nevű faluban született, de a pályázat idején az Egyesült Metodista Egyház sewardi árvaházában élt Carl nevű öccsével együtt. Díja egy arany karóra volt, amelyre a zászló csillagait vésték, valamint ezer dollár, amelyet eredetileg egy washingtoni útra szántak, amelyen Benny átadhatta volna a zászlót Calvin Coolidge elnöknek, ám mivel a találkozót nem tudták megszervezni, a pénzt a fiú oktatására költötték.
Benny a következő kísérőszöveget írta pályázata mellé:
A kék mező az alaszkai eget jelképezi és a nefelejcset, egy alaszkai virágot. A Sarkcsillag a jövőbeni alaszkai államot, a legészakabbit az unióban. A Göncölszekér a Nagy Medvét, amely az erő szimbóluma.
Ez a leírás ihlette Marie Drake költeményét, amely később Alaszka állam himnusza lett.
Alaszka törvényhozása egyhangúlag fogadta el az új zászlót, amely 1927. július 9-én vált a terület (territory) hivatalos jelképévé. Az első zászlófelvonási ceremóniát Benny árvaházánál (Jesse Lee Mission Home) tartották.

## Alaszka korábbi zászlói
| Ország                    | Kormányzati forma                                                              | Zászló | Használat ideje                                                |
| ------------------------- | ------------------------------------------------------------------------------ | ------ | -------------------------------------------------------------- |
| – (orosz felfedezők)      | –                                                                              |        | 1729 – 1799. július 8.                                         |
| Orosz Birodalom           | Orosz-amerikai Társaság (Shelikhov–Golikov)                                    |        | 1799. július 8. – 1806. október 10.                            |
| Orosz Birodalom           | Orosz-amerikai Társaság (civil hajózászló)                                     |        | 1806. október 10. – 1867. október 18.                          |
| Amerikai Egyesült Államok | Department of Alaska hadsereg                                                  |        | 1867. október 18. – 1877. július 3.                            |
| Amerikai Egyesült Államok | Department of Alaska pénzügyminisztérium (1977-79) haditengerészet (1879–1884) |        | 1877. július 4. – 1884. július 3.                              |
| Amerikai Egyesült Államok | District of Alaska                                                             |        | 1884. július 4. – 1891. július 3.                              |
| Amerikai Egyesült Államok | District of Alaska                                                             |        | 1891. július 4. – 1896. július 3.                              |
| Amerikai Egyesült Államok | District of Alaska                                                             |        | 1896. július 4. – 1908. július 3.                              |
| Amerikai Egyesült Államok | District of Alaska                                                             |        | 1908. július 4. – 1912. július 3.                              |
| Amerikai Egyesült Államok | Alaszka terület                                                                |        | 1912. július 4. – 1927. július 9.                              |
| Amerikai Egyesült Államok | Alaszka terület Alaszka állam                                                  |        | 1927. július 9. – 1959. január 3. 1959. január 3. – napjainkig |